# Corail rouge
Corallium rubrum
Pour les articles homonymes, voir Corail (homonymie).
Espèce
Statut de conservation UICN

 EN A2bd : En danger
Le corail rouge (Corallium rubrum) est une espèce de cnidaires de la famille des coralliidés. Octocoralliaire à squelette calcaire rouge-orangé, il forme des colonies ramifiées. Il est très utilisé en joaillerie pour la réalisation de bijoux.

## Description

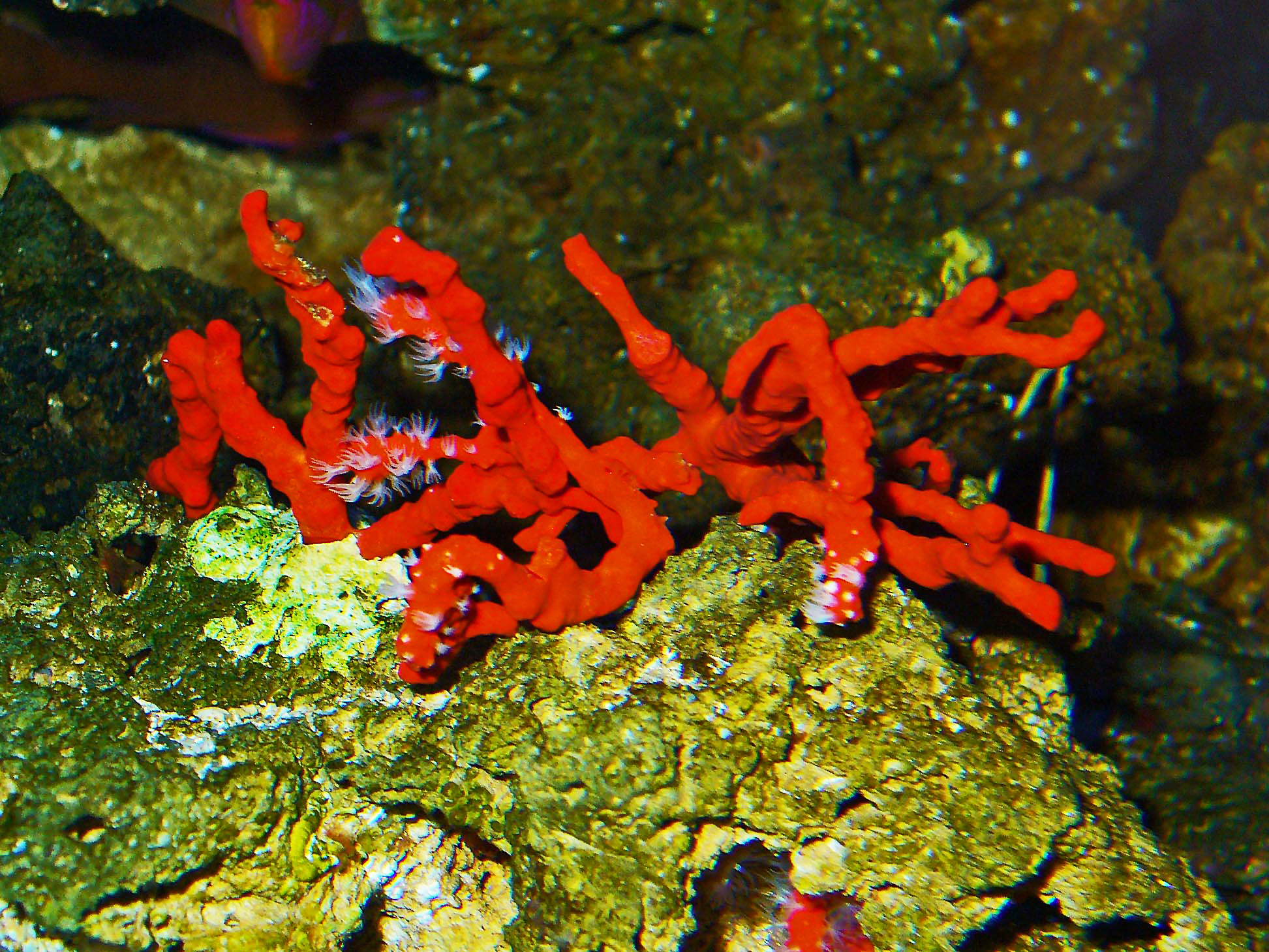
Corail rouge dans un aquarium en Allemagne.

Les animaux pluricellulaires (eumétazoaires) coloniaux qui le composent, sont issus d'un embryon à 2 feuillets, l'ectoderme et l'endoderme, qui donneront d'une part la paroi externe et d'autre part la paroi interne à fonction digestive du corps en forme de « sac à double paroi » (ancien embranchement des cœlentérés).
Il forme des colonies arborescentes, ramifiées dans tous les plans, de taille variable. Les colonies mesurent généralement de 5 à 20 cm. Jadis[Quand ?], il était possible de rencontrer des colonies atteignant jusqu'à 1 mètre de longueur mais elles ont disparu à cause de la surexploitation. La croissance du corail rouge est de 2 à 8 mm par an.
Généralement de couleur rouge il existe des colonies roses ou même blanches. Les polypes sont quant à eux blancs.

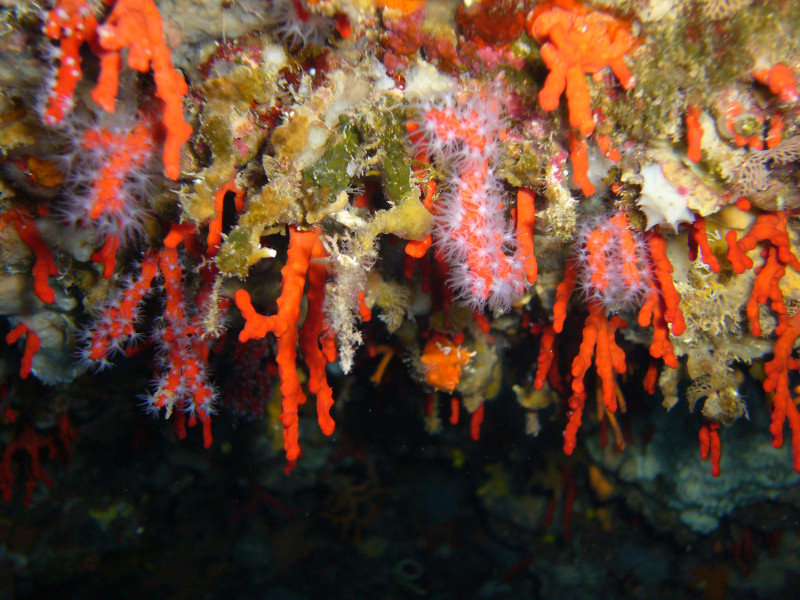
Jeunes colonies de corail rouge (Portofino, Italie).

La colonie est soutenue par un axe squelettique central dur, ou polypier, constitué de carbonate de calcium sous forme de calcite colorée en rouge vif par un pigment de la famille des caroténoïdes, la canthaxanthine. Ce squelette résulte de la soudure de spicules ou sclérites sécrétés par la colonie et noyés dans un ciment calcaire. C'est le corail rouge, très recherché par les bijoutiers et pour les objets de culte en Italie, sur les côtes de l'Algérie et de la Tunisie.
Le polypier est recouvert d'une croûte vivante charnue, rouge vermillon, parcourue par des canaux.
Les individus sont des polypes blancs transparents à symétrie biradiale ou bilatérale en forme de colonne à double paroi, creuse, surmontée d'un disque buccal entouré de 8 tentacules creux avec de petits prolongements ou pinnules. La cavité digestive centrale et le pharynx sont cloisonnés par des membranes verticales symétriques. Le pharynx est parcouru par une gouttière ciliée ou siphonoglyphe qui assure l'entrée de l'eau dans la cavité gastrique.

## Habitat et répartition
Le corail rouge, bien que signalé en Atlantique Nord-Est, est considéré comme une espèce essentiellement endémique de Méditerranée.
Cette espèce peut être rencontrée dès 5 m de profondeur, mais il est abondant surtout au-delà de 30 m (peut-être en raison de sa surexploitation), et est présent jusqu'à au moins 400 m de fond. 
Le corail rouge vit fixé à demeure (on parle d'une espèce « sessile ») sur les fonds (espèce benthique) rocheux obscurs et les parois des grottes semi obscures de l'étage circalittoral, ainsi que sur des falaises rocheuses plus profondes.
On a pourtant constaté que des colonies bien éclairées étaient souvent luxuriantes.
Le corail rouge a aussi besoin d'eaux limpides et agitées à une température moyenne de 15 °C ; aussi sa répartition en Méditerranée est-elle assez limitée.

### Alimentation

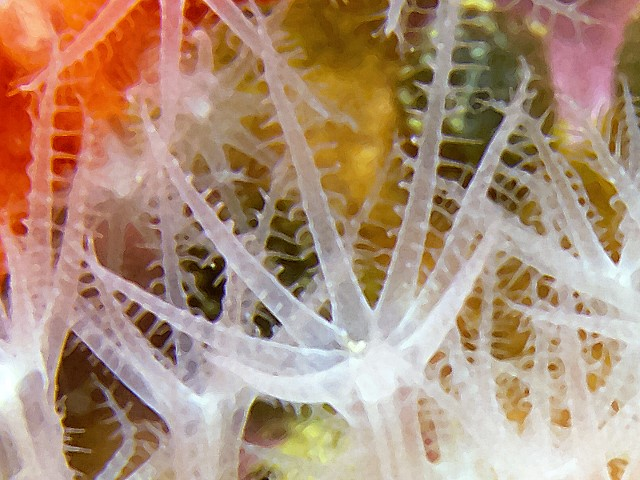
Polype.

C'est un consommateur microphage zoophage prédateur (= carnivore) qui capture de petites proies planctoniques à l'aide des tentacules des polypes qui constituent un fin réseau qui filtre l'eau de mer et retient œufs, larves, crustacés copépodes ... mais aussi des particules organiques inertes ; aussi le considère-t-on comme un filtreur passif (= suspensivore). Les cavités internes des polypes communiquant entre elles, les produits de la digestion profitent au reste de la colonie.
Les tentacules des gorgonaires, contrairement aux hydraires, méduses ou anémones de mer sont pauvres en cellules urticantes.

### Reproduction
Le corail rouge se reproduit par voie sexuée, les colonies étant hermaphrodites. Les individus sont mâles ou femelles, mais on ne les distingue qu'en les disséquant. Dans certains endroits du génome les femelles portent des variants identiques sur les deux copies de leurs gènes et les mâles des variants différents, et en d'autres endroits c'est le contraire. La détermination du sexe est donc similaire au système XX/XY mais plus complexe.
La fécondation est externe et l'œuf donne naissance à une larve ciliée ou planula qui se fixe sur un substrat dur et donne un petit polype qui forme par bourgeonnement une colonie. Il n'y a donc pas de stade méduse dans le développement de cet animal.
(Cf. Cycle de développement des anthozoaires).
Le corail rouge se multiplie aussi par voie asexuée, par bourgeonnement. La croissance est lente.

## Le corail rouge et l'homme

### Exploitation

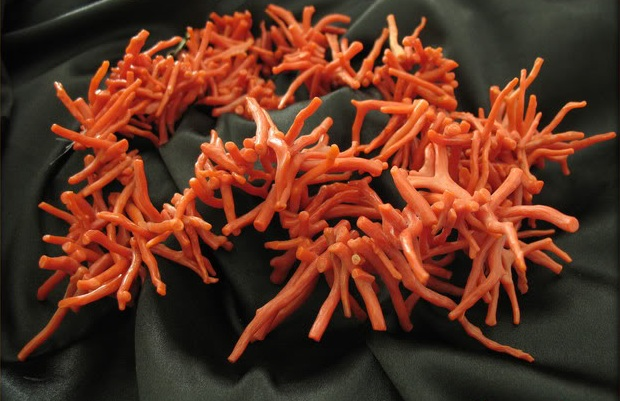
L'Algérie détient les plus grandes réserves mondiales de corail rouge, dont la pêche est réglementée par l'État.

Autrefois, le corail rouge se rencontrait abondamment à des profondeurs de 30-40 mètres sur les surplombs, tapissant les parois des grottes en milieu calme peu éclairé de tout le bassin méditerranéen. Récolté depuis la plus haute Antiquité, on en utilise l'axe calcaire en joaillerie (« l'or rouge de Méditerranée »), et le corail rouge est aujourd'hui devenu rare en Méditerranée du Nord où les corailleurs génois, siciliens, corses, sardes, croates, grecs ou catalans le récoltent à des profondeurs de 100, 150 voire 200 mètres. Cette récolte de plus en plus intensive pourrait conduire rapidement à l'extinction de cette espèce endémique de la Méditerranée : elle est victime des techniques de plongée plus performantes utilisées par les corailleurs, et de la lenteur de sa croissance et reproduction, bien inférieures au rythme effréné de la récolte, qui se fait aussi de manière illicite dans les aires marines protégées du fait du prix de revente.

### Joaillerie

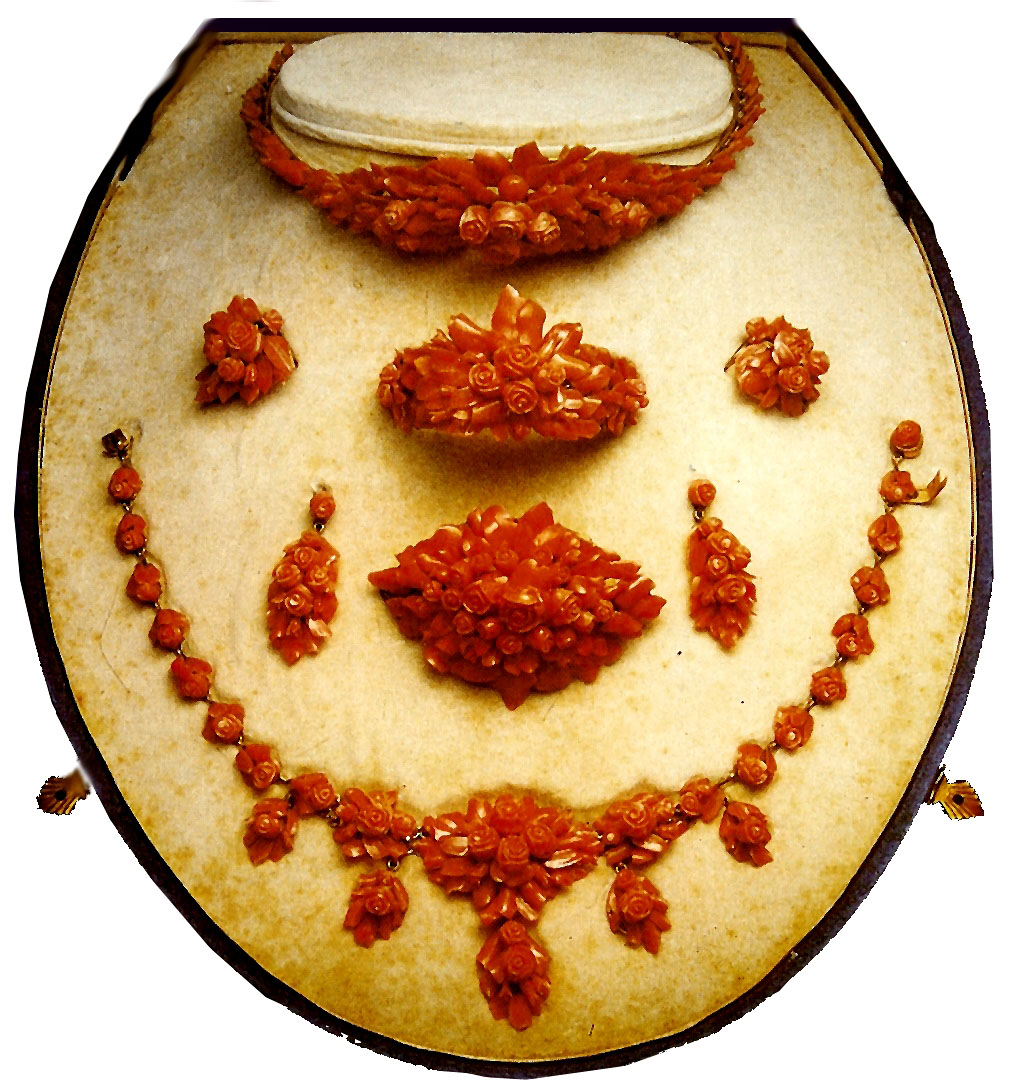
Parure en corail réalisée pour la Reine Farida d'Égypte des ateliers Ascione, 1938, Naples, Musée du corail.

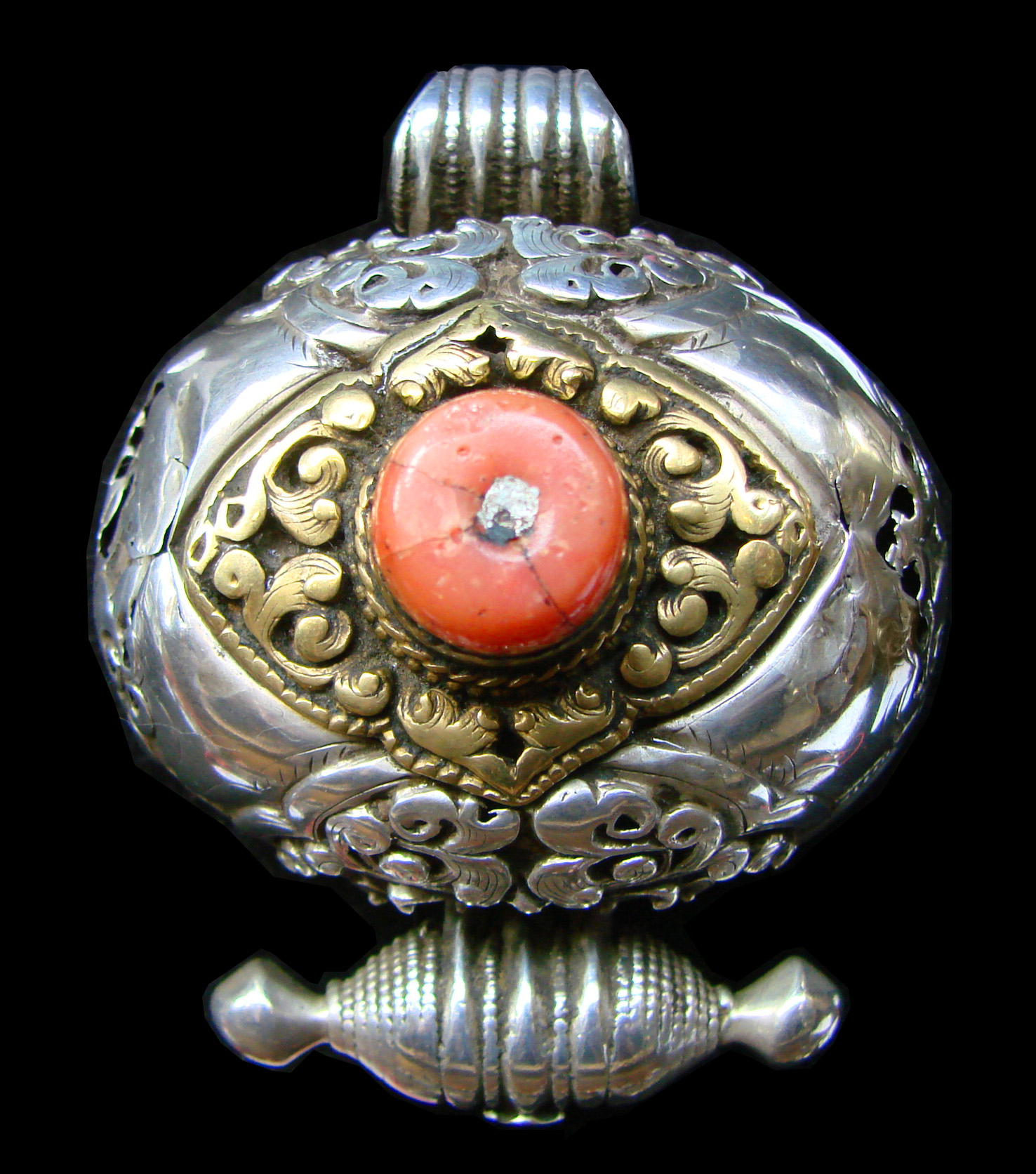
incrusté de corail rouge

Le corail rouge, que l'on peut trouver par exemple en Méditerranée, n’a rien de comparable avec les coraux des mers chaudes que l’on trouve même à faible profondeur et, qui ont une valeur marchande en décoration principalement. Il se travaille comme une pierre dure contrairement aux coraux qui sont pleins de porosités et ne permettent pas l’élaboration de sculptures.
Plusieurs étapes sont nécessaires à l'élaboration de bijoux et de sculptures. Le corail est lavé à l’aide d’eau de javel. On découpe ensuite des tronçons à la scie circulaire sous un filet d’eau. Leurs contours sont ensuite régularisés par meulage. Le corail se travaille avec certains instruments utilisés par les dentistes tels que les forets, fraises, scies à eau, meules et polisseuses, le corail ne se travaillant pas à sec. Toutes les pièces, sauf les boules, sont percées avant de subir leur élaboration à la main. Le polissage, enfin, donne au corail tout son éclat. La vente de corail rouge est néanmoins un danger pour l’environnement : sa beauté n'a d'égale que sa popularité, alimentant le braconnage ou la surpêche. En France, la pêche de corail en Méditerranée est réglementée.
Une large partie du corail rouge vendu dans le commerce est en réalité entièrement artificiel et souvent en provenance de Chine. On le retrouve en vente dans de nombreuses régions touristiques, comme la Thaïlande mais aussi la Corse.

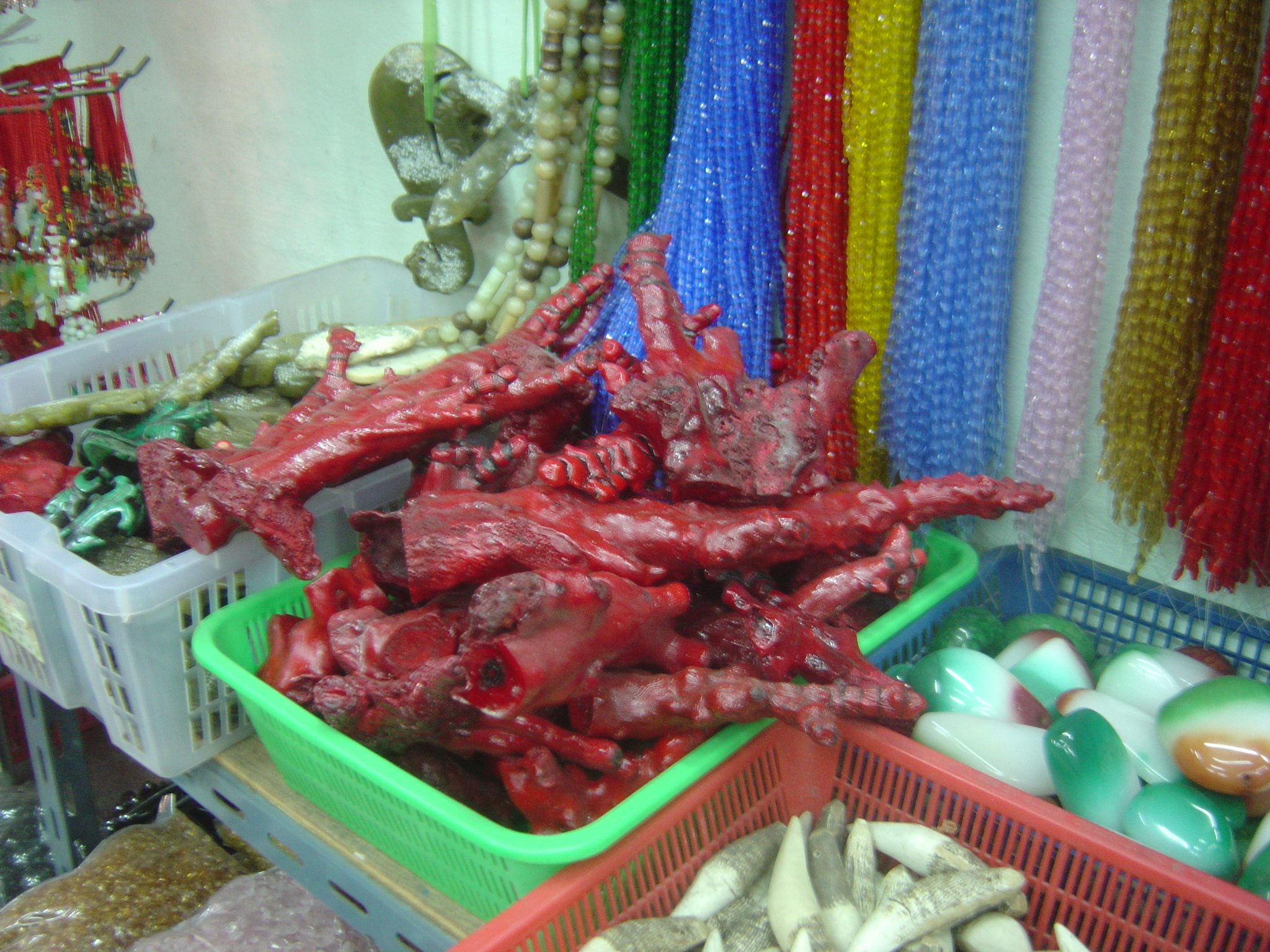
Imitation de corail rouge en provenance de Chine et vendu en Thaïlande.
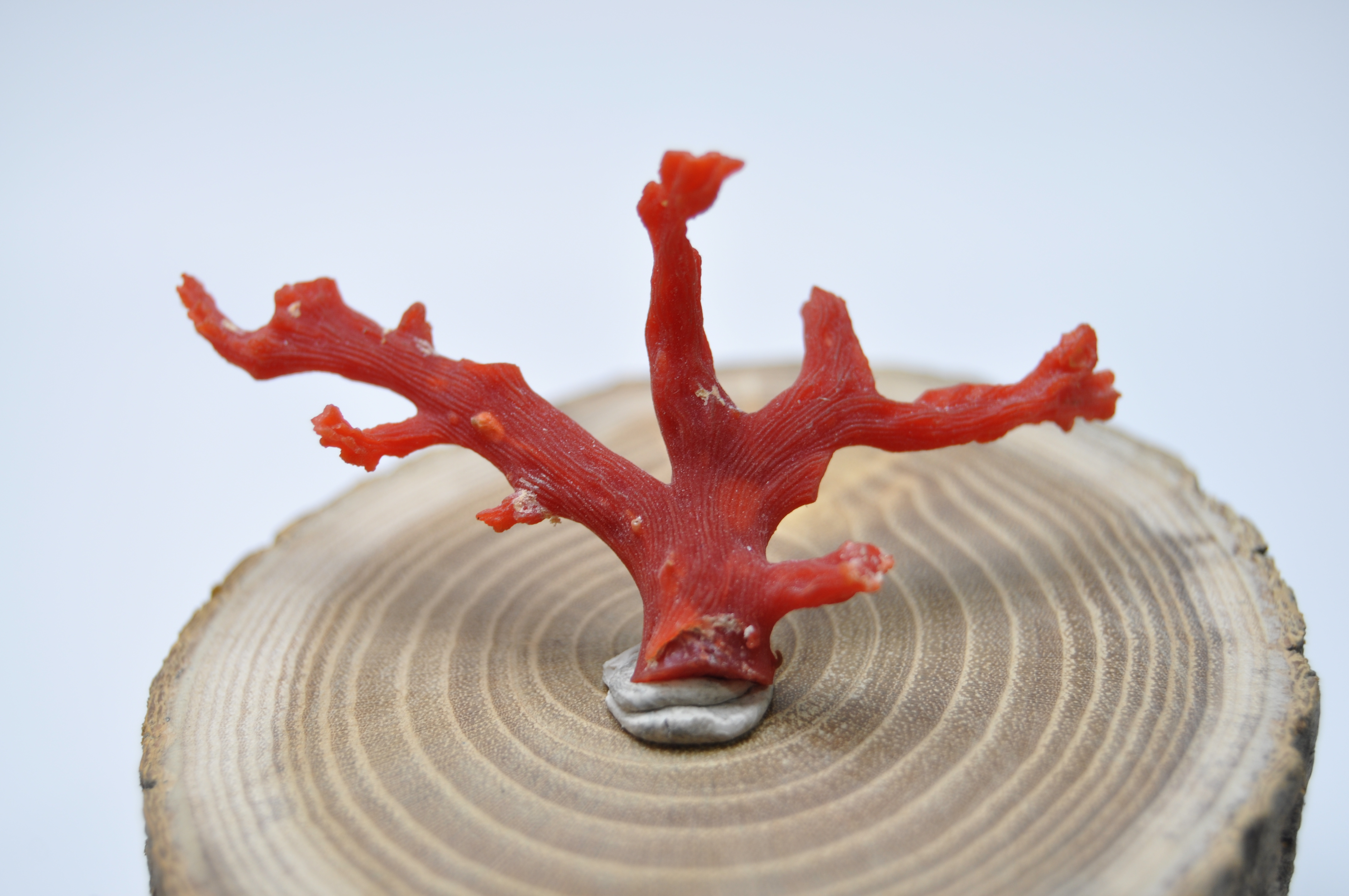
Morceau de véritable corail rouge.

### Protection
Il fait partie des espèces surexploitées, localement disparues ou menacées, et fait depuis 2011 l'objet en catalogne française d'une protection pour la zone 0 à -50 m. Cependant, les prix sur le marché noir alimentent une exploitation illégale florissante, notamment en Corse. Certains pêcheurs peuvent cependant se voir ponctuellement délivrer des licences de ramassage. 